# Léo Mineiro
Léo Mineiro (sinh ngày 10 tháng 3 năm 1990) là một cầu thủ bóng đá người Brasil.

## Sự nghiệp câu lạc bộ
Léo Mineiro đã từng chơi cho FC Gifu.